# Okiseius laaensis
Okiseius laaensis är en spindeldjursart som först beskrevs av Gupta 1986.  Okiseius laaensis ingår i släktet Okiseius och familjen Phytoseiidae. Inga underarter finns listade i Catalogue of Life.